# Lustrochernes dominicus
Espèce
Lustrochernes dominicus est une espèce de pseudoscorpions de la famille des Chernetidae.

## Distribution
Cette espèce est endémique de la Dominique.

## Description
Les mâles mesurent de 2,9 à 3,5 mm et la femelle 3,8 mm.

## Étymologie
Son nom d'espèce lui a été donné en référence au lieu de sa découverte, la Dominique.

## Publication originale
- Hoff, 1944 : New pseudoscorpions of the subfamily Lamprochernetinae. American Museum Novitates, no 1271, p. 1-12 (texte intégral).